# Замятнин, Юрий Сергеевич
Ю́рий Серге́евич Замя́тнин (1 января 1921, Коломна — 24 марта 2008, Дубна) — советский физик, доктор физико-математических наук, профессор, лауреат Сталинской (1953) и Ленинской (1962) премий.

## Биография
Родился 1 января 1921 года года в Коломне.
Окончил физический факультет МГУ имени М. В. Ломоносова (1946).
В 1944—1945 работал на заводе чертежником-конструктором. С 1945 лаборант, в 1946—1948 младший научный сотрудник Лаборатории № 2 АН СССР (Лаборатория измерительных приборов АН СССР (ЛИПАН), ныне Курчатовский институт).
С 1948 по 1966 год начальник отдела в КБ-11 (НИИЭФ), Арзамас-16. Под руководством Юлия Борисовича Харитона занимался проблемами, связанными с реализацией советского атомного проекта. Участвовал в определении критической массы металлического плутония в зарядах атомной и водородной бомб.
Доктор физико-математических наук (1961).
В 1966—1976 годах работал в НИИАР, Димитровград:
- с 17 мая 1966 года начальник РФО (реакторно-физический отдел);
- с июля 1967 года — начальник сектора № 2 (сектор трансурановых элементов);
- с марта 1968 года начальником ЯФО (ядерно-физический отдел);
- с 5 ноября 1969 года заместитель директора института по науке с одновременным подчинением ему РХО (радиохимический отдел) и ЯФО (ядерно-физический отдел).

С 11 марта 1976 года перешёл в Объединённый институт ядерных исследований, город Дубна: ведущий научный сотрудник Лабораторий ядерных реакций и нейтронной физики (ЛЯР и ЛНФ), с августа 1976 года начальник отдела прикладной ядерной физики.
В 1984 году перешел в Лабораторию нейтронной физики, где и работал всю последующую жизнь.
Есть сын — Замятнин Михаил Юрьевич (заслуженный работник образования РФ).
Умер 24 марта 2008 года.

## Награды
- Сталинская премия второй степени (1953)[1][2]за ядерно-физические исследования, связанные с разработкой и испытанием изделия РДС-6с
- Ленинская премия (1962)
- четыре ордена Трудового Красного Знамени
- медали
- знак «Ветеран атомной энергетики и промышленности».

## Публикации
- 50 лет импульсивному нейтронному каротажу (1955-1958 гг., Г. Н. Флеров) / Ю. С. Замятнин, А. Е. Шиканов. - Дубна : Объед. ин-т ядерных исслед., 2007. - 33, [1] с. : ил.; 22 см. - (Сообщения Объединенного института ядерных исследований (Дубна); P3-2007-151).